# Đồng luân

Hình 3: Một biến đổi đồng luân tách cà phê thành xuyến.

Hình 4: Hai đường đậm là đồng luân theo các điểm cuối của chúng. Các hình ảnh động mô tả một phép biến đổi đồng luân.

Hình 5: Hai đường đậm là đồng luân theo các điểm cuối của chúng. Các đường nhỏ mô tả một phép biến đổi đồng luân.

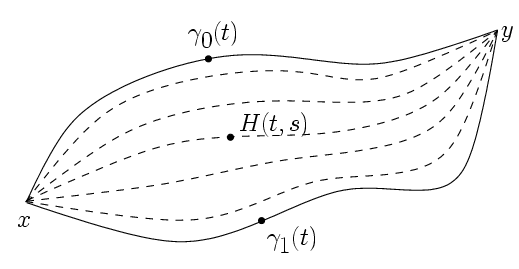
Hình 6: Quá trình biến đổi đồng luân.

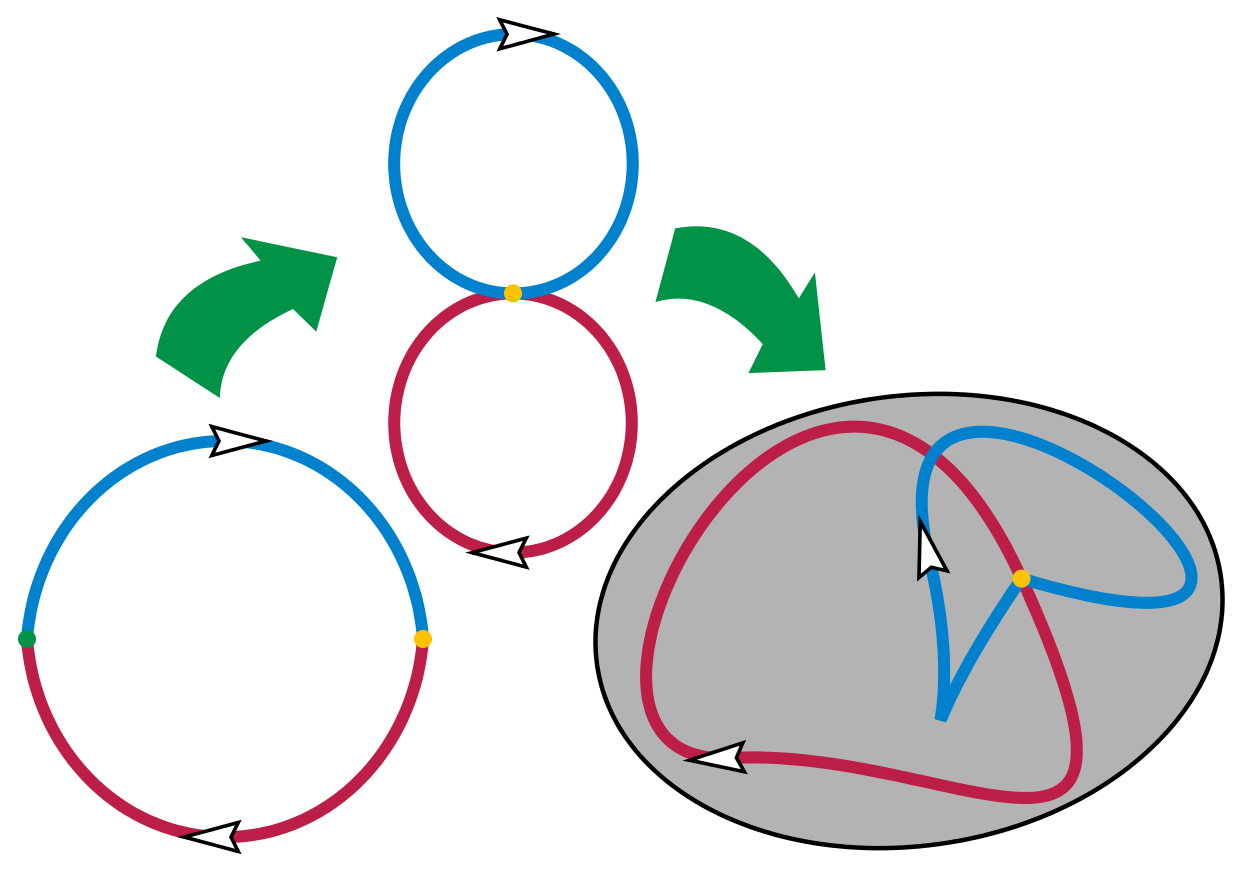
Hình 7: Homotopy group addition

Trong tô pô, hai ánh xạ liên tục từ không gian tôpô này vào không gian tô pô khác được gọi là đồng luân với nhau (tiếng Hy Lạp ὁμός-homos-đồng nhất và τόπος-topos-vị trí) nếu ánh xạ này có thể biến đổi liên tục thành ánh xạ kia, một phép biến đổi như vậy gọi là một phép biến đổi đồng luân giữa hai ánh xạ. Ngoài ra đồng luân còn nói đến nhóm đồng luân và nhóm đối đồng luân, các bất biến quan trọng trong tô pô đại số.

## Định nghĩa

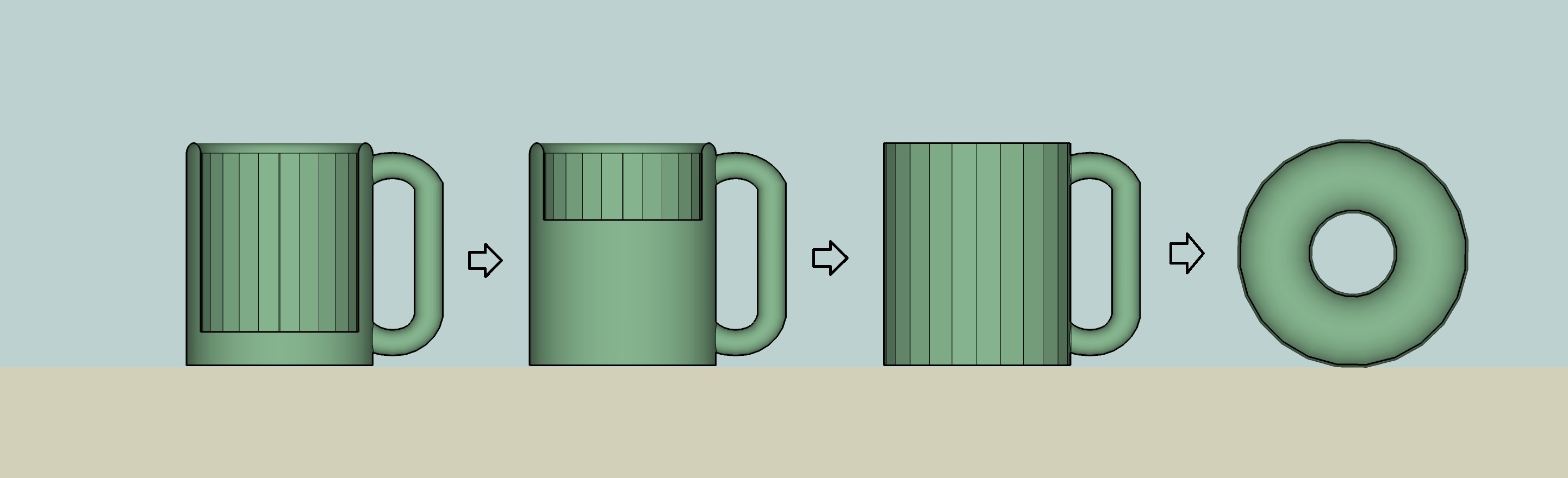
Hình 1: Quá trình biến đổi cốc cà phê thành hình xuyến qua phép biến đổi đồng luân.

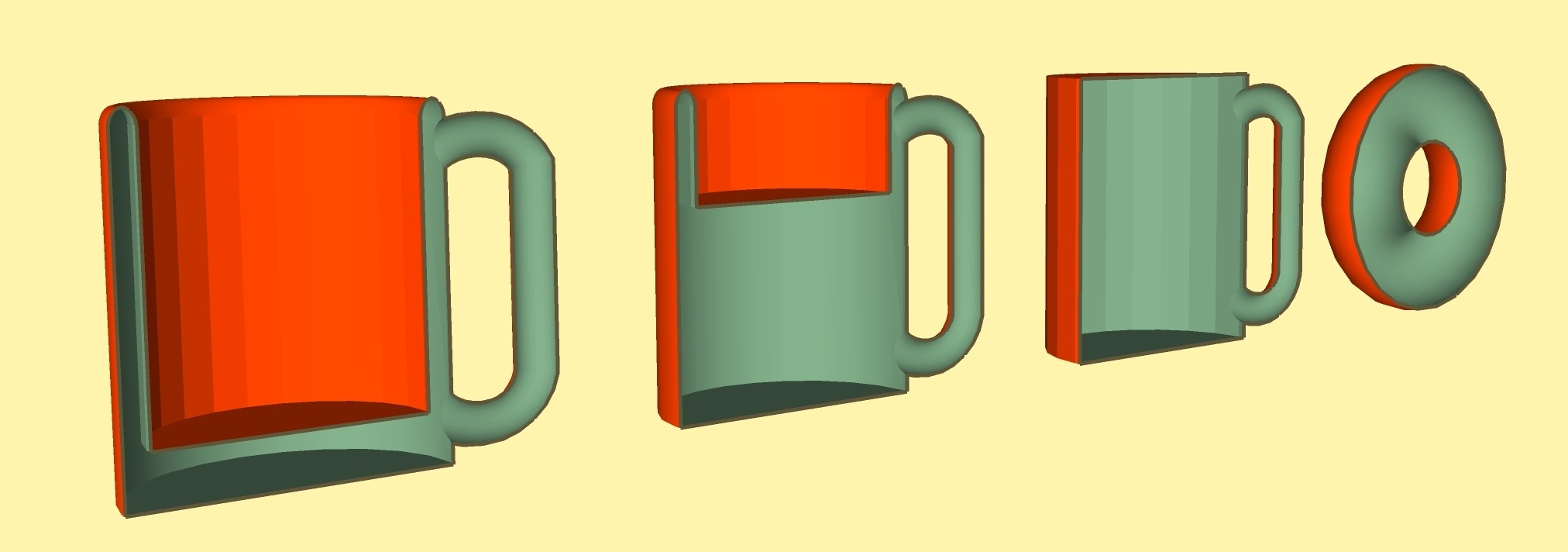
Hình 2: Góc nhìn khác của quá trình biến đổi đồng luân.

- Một biến đổi đồng luân giữa hai ánh xạ liên tục {\displaystyle f} và {\displaystyle g} từ không gian tô pô {\displaystyle X} vào không gian tô pô {\displaystyle Y} được định nghĩa là ánh xạ liên tục {\displaystyle H:X\times [0,1]\rightarrow Y} từ tích của không gian {\displaystyle X} với đoạn đơn vị {\displaystyle [0,1]} vào {\displaystyle Y} sao cho với mọi điểm {\displaystyle x\in X} ta có {\displaystyle H(x,0)=f(x)} và {\displaystyle H(x,1)=g(x)}.
- Nếu ta nghĩ tham số thứ hai của {\displaystyle H} như là thời gian, khi đó {\displaystyle H} mô tả một biến đổi liên tục ánh xạ {\displaystyle f} thành {\displaystyle g} ký hiệu {\displaystyle H(x,t),t\in [0,1]}. Tại thời điểm {\displaystyle 0} ta có ánh xạ {\displaystyle f}, tại thời điểm {\displaystyle 1} ta có ánh xạ {\displaystyle g}. Chúng ta cũng có thể nghĩ đến tham số thứ hai như điều khiển một thanh trượt cho quá trình chuyển đổi từ {\displaystyle f} để {\displaystyle g} như di chuyển thanh trượt  {\displaystyle 0} đến {\displaystyle 1}, và ngược lại.
- Một ký hiệu thay thế khác cho ký hiệu một phép đồng luân giữa hai hàm số liên tục {\displaystyle f,g:X\rightarrow Y} là một họ của các hàm số liên tục {\displaystyle h_{t}:X\rightarrow Y} cho {\displaystyle t\in [0,1]} sao cho {\displaystyle h_{0}=f} và {\displaystyle h_{1}=g} và mỗi bản đồ {\displaystyle t\rightarrow h_{t}(x)} liên tục từ {\displaystyle [0,1]} đến {\displaystyle Y}. Hai cách viết này trùng nhau bằng cách thiết lập {\displaystyle h_{t}(x)=H(x,t).}
- Ví dụ về phép biến đổi đồng luân của cốc cà phê thành hình xuyến (sử dụng phần mềm Sketchup file: Ly cà phê[liên kết hỏng]).

## Tính chất

### Ánh xạ hợp
Hàm số liên tục {\displaystyle f} và {\displaystyle g} được gọi là đồng luân khi và chỉ khi có một đồng luân {\displaystyle H} từ {\displaystyle f} đến {\displaystyle g} như mô tả ở trên. Mối quan hệ đồng luân này tương thích với ánh xạ thành phần theo nghĩa sau đây: Nếu {\displaystyle f_{1},g_{1}:X\rightarrow Y} là đồng luân, và {\displaystyle f_{2},g_{2}:Y\rightarrow Z} là đồng luân, thì ánh xạ hợp của chúng {\displaystyle f_{2}\circ f_{1}} và {\displaystyle g_{2}\circ g_{1}:X\rightarrow Z} cũng đồng luân do tính chất ánh xạ hợp của hai hàm số liên tục thì liên tục.

### Nhóm đồng luân
Quan hệ đồng luân giữa hai ánh xạ {\displaystyle f,g\colon X\to Y} là một quan hệ tương đương, do đó ta có thể xét tập hợp các lớp tương đương, ký hiệu là {\displaystyle [X;Y]}. Cố định {\displaystyle X=[0,1]^{n}} và {\displaystyle y_{0}} ảnh của biên {\displaystyle \partial ([0,1]^{n})}, tập hợp này tạo thành một nhóm {\displaystyle \pi _{n}(Y,y_{0})}. Các nhóm này được gọi là các nhóm đồng luân. Khi {\displaystyle n=1}, ta thu được nhóm cơ bản.

## Đồng luân đường
- Nhắc lại về đường đi trong không gian {\displaystyle X} là ánh xạ liên tục  {\displaystyle \alpha } từ khoảng {\displaystyle [0,1]} trong tô pô Euclid vào {\displaystyle X}. Điểm {\displaystyle \alpha (0)} được gọi là điểm đầu và điểm {\displaystyle \alpha (1)} được gọi là điểm kết thúc.[1]
- Đặt {\displaystyle \alpha } và {\displaystyle \beta } là hai đường từ {\displaystyle a} sang {\displaystyle b} trong {\displaystyle X}. Một phép đồng luân từ {\displaystyle \alpha } và {\displaystyle \beta } là họ các ánh xạ: {\displaystyle F_{t}:X\rightarrow X,t\in [0,1]}, như vậy ánh xạ {\displaystyle (t,s)\rightarrow F_{t}(s)} là liên tục, {\displaystyle F_{0}=\alpha ,F_{1}=\beta }, và với mọi điểm {\displaystyle t} đường {\displaystyle F_{t}} đi từ {\displaystyle a\rightarrow b}.[1]
- Nếu có một phép đồng luân từ {\displaystyle \alpha \rightarrow \beta } chúng ta nói rằng {\displaystyle \alpha } đồng luân với {\displaystyle \beta }, thường ký hiệu là {\displaystyle \alpha } ~ {\displaystyle \beta }.[1]
- Một vòng hay một đường đi đóng tại {\displaystyle a\in X} là một đường mà điểm đầu và điểm cuối của nó là {\displaystyle a}. Nói cách khác, nó là một ánh xạ liên tục {\displaystyle \alpha :[0,1]\rightarrow X} sao cho {\displaystyle \alpha (0)=\alpha (1)=\alpha }. Vòng bất biến là vòng mà  {\displaystyle \alpha (t)} ={\displaystyle \alpha } với mọi {\displaystyle t\in [0,1]}.[1]
- Một không gian được gọi là đơn liên nếu nó liên thông đường và bất kì vòng nào đều đồng phôi với một vòng bất biến.[1]
- Ví Dụ:

{\displaystyle }
Trong không gian định chuẩn hai đường {\displaystyle \alpha ,\beta } cùng điểm đầu và cùng điểm cuối là đồng luân. Ta có thể chọn đồng luân {\displaystyle (1-t)\alpha +t\beta }.

### Mệnh đề
1. Quan hệ đồng luân trên các tập của tất cả các đường từ {\displaystyle a} sang {\displaystyle b} là mối quan hệ tương đương.[1]
2. 2. Nếu không gian {\displaystyle X} có sự biến dạng co rút lại thành không gian con {\displaystyle A} thì {\displaystyle X} là đồng luân với {\displaystyle A}.[1]
3. 3. Nếu {\displaystyle \alpha } ~ {\displaystyle \alpha _{1}} và {\displaystyle \beta } ~{\displaystyle \beta _{1}}  thì {\displaystyle \alpha \cdot \beta } ~ {\displaystyle \alpha _{1}\cdot \beta _{1}}. Thì chúng ta có thể định nghĩa {\displaystyle [a]\cdot [b]=[\alpha \cdot \beta ]}.[1]
4. 4. Nếu {\displaystyle \alpha } là đường từ {\displaystyle a} sang {\displaystyle b} thì {\displaystyle \alpha \cdot \alpha ^{-1}} là đồng luân chứa vòng tại {\displaystyle a}.[1]
5. 5. Đặt {\displaystyle \gamma } là đường từ {\displaystyle x_{0}} sang {\displaystyle y_{0},\pi _{1}(X,y_{0})} là nhóm cơ bản của {\displaystyle X} tại {\displaystyle x_{0}} thì ánh xạ:

{\displaystyle \gamma ^{*}:\pi _{1}(X,x_{0})\rightarrow \pi _{1}(X,y_{0})}
{\displaystyle [f]\mapsto [\gamma ^{-1}\cdot f\cdot \gamma ][}
là đồng phôi.

## Đồng luân tương đương
- Cho hai không gian {\displaystyle X} và {\displaystyle Y} chúng ta nói rằng chúng tương đương đồng luân, hoặc của cùng một dạng đồng luân, nếu có tồn tại ánh xạ liên tục {\displaystyle f:X\rightarrow Y} và {\displaystyle g:Y\rightarrow X} sao cho  {\displaystyle g\circ f} đồng luân với ánh xạ đồng nhất của {\displaystyle X} và {\displaystyle f\circ g} đồng luân với ánh xạ đồng nhất của {\displaystyle Y}. Các ánh xạ {\displaystyle f} và {\displaystyle g} được gọi là tương đương đồng luân trong trường hợp này. Mỗi đồng phôi là một tương đương đồng luân, nhưng điều ngược lại là không đúng. Ví dụ, {\displaystyle \mathbb {R} ^{n}} tương đương đồng luân với không gian đơn điểm: ta có thể chọn {\displaystyle f:x\in \mathbb {R} ^{n}\to \{\cdot \}} là hàm hằng và {\displaystyle g:\{\cdot \}\to \mathbb {R} ^{n}} là hàm gửi đơn điểm đến gốc tọa độ. {\displaystyle f\circ g=\mathrm {id} _{\{\cdot \}}} và {\displaystyle g\circ f=0}. Một đồng luân giữa {\displaystyle g\circ f} và {\displaystyle \mathrm {id} _{\mathbb {R} ^{n}}} được cho bởi {\displaystyle H(t,x)=tx} với {\displaystyle t\in [0,1]} và {\displaystyle x\in \mathbb {R} ^{n}}. Tuy nhiên, {\displaystyle \mathbb {R} ^{n}} không đồng phôi với không gian đơn điểm. (chúng thậm chí còn không có cùng lực lượng.)
- Ví dụ: Một đĩa rắn không phải là đồng phôi với một điểm duy nhất (vì không có song ánh giữa chúng), mặc dù các ổ đĩa và các điểm tương đương đồng luân (kể từ khi bạn có thể biến dạng đĩa dọc theo các đường xuyên tâm liên tục vào một điểm duy nhất).
- Trực giác mà nói, hai không gian {\displaystyle X} và {\displaystyle Y} tương đương đồng luân nếu chúng có thể được chuyển đổi thành nhau bằng cách uốn cong, thu hẹp hay mở rộng. Ví dụ, một đĩa cứng hoặc một quả bóng rắn là tương đương đồng luân đến một điểm, và {\displaystyle R^{2}-\{(0,0)\}} là tương đương đồng luân với vòng tròn đơn vị {\displaystyle S^{1}}. Một không gian tương đương đồng luân với một điểm được gọi là một không gian co rút.

## Biến thể

### Đồng vị
Một phép đồng vị, là một phép đồng luân H sao cho với mọi t, H(x,t) là một phép nhúng.
Ví dụ, hai ánh xạ gửi [−1,1] vào đường thẳng thực f(x) = −x và g(x) = x không đồng vị với nhau. Tuy nhiên chúng có đồng luân với nhau.
Các phép đồng vị là cấu xạ trong phạm trù các nút thắt.